# Casco Kegel

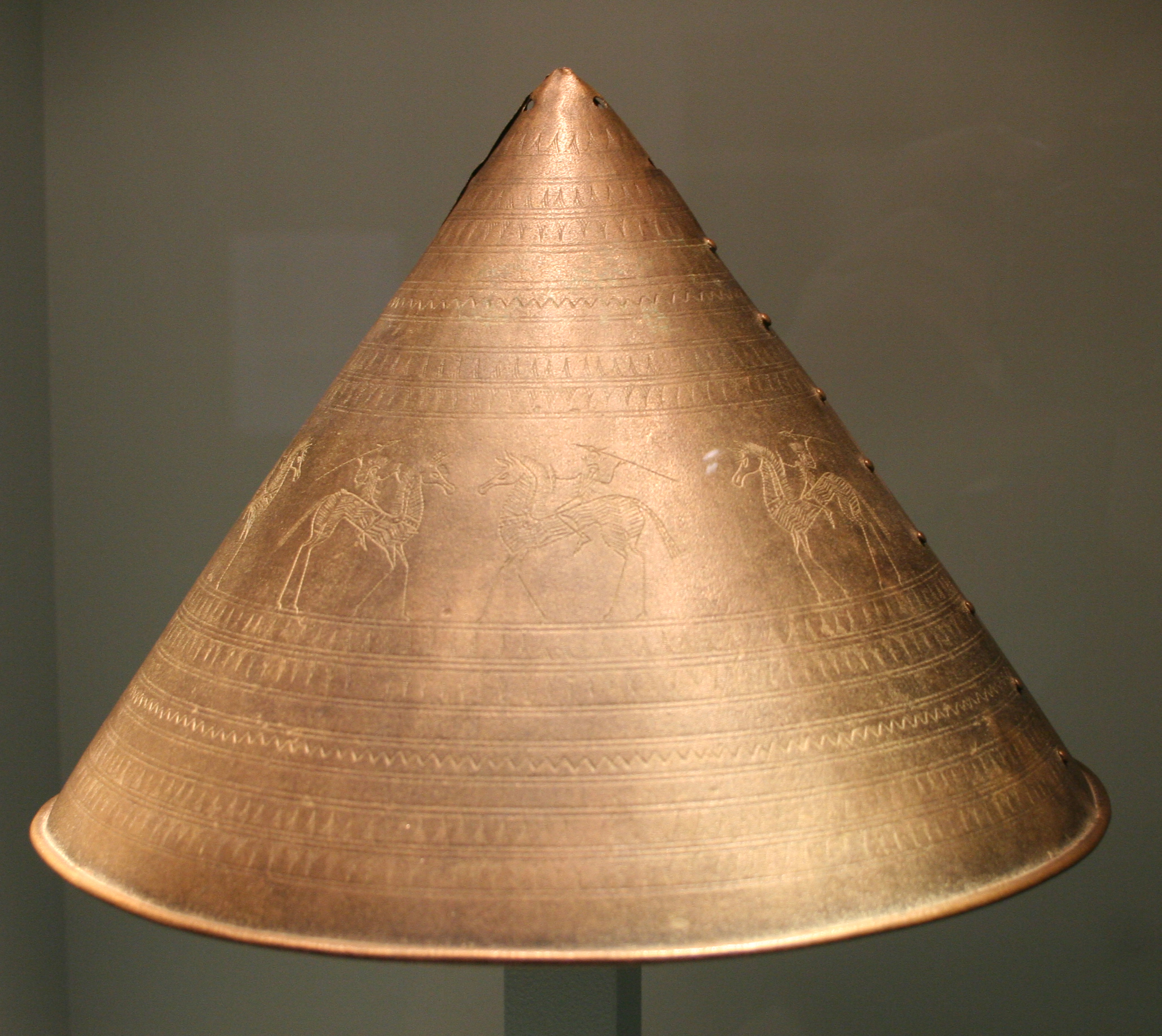
Casco Kegel con representación ecuestre. Bronce. Cremona, Región de Lombardía (Italia). Actualmente está en el Museo de Prehistoria e Historia Temprana, Berlín.

El casco Kegel o Kegelhelm (En alemán: "casco de cono") es un tipo de casco originado en la Antigua Grecia, "progenitor" de muchos cascos griegos, particularmente el casco ilirio. Tenía la cara abierta y estaba fabricado con cinco piezas. Encima llevaba un soporte para crestas. No sobrepasó el siglo VIII a. C. El casco era cónico, de ahí su nombre (en alemán Kegel significa cono).

## Bibliográfica
- Peter Connoly, Greece & Rome at War, ISBN 185367303X